# Амаду Онана
Амаду Онана (фр. Amadou Onana, нар. 16 серпня 2001, Дакар) — бельгійський футболіст сенегальського походження, півзахисник англійської «Астон Вілли» і національної збірної Бельгії.

## Клубна кар'єра
Народився 16 серпня 2001 року в Дакарі. У дитячі роки перебрався до Бельгії, де займався футболом у структурі клубів «Андерлехт», «Вайт Стар» (Волюве) та «Зюлте-Варегем».
2017 року перейшов до структури німецького «Гоффенгайм 1899». У сезоні 2019/20 провів одну гру за другу команду цього клубу.
Згодом перейшов до «Гамбурга», в якому протягом сезону 2020/21 мав регулярну ігрову практику на рівні Другої Бундесліги.
Згодом протягом сезону 2021/22 вже був основним гравцем французького «Лілля», звідки влітку 2022 року за орієнтовні 35 мільйонів фунтів стерлінгів перебрався до англійського «Евертона».

## Виступи за збірні
2018 року дебютував у складі юнацької збірної Бельгії (U-17), загалом на юнацькому рівні взяв участь у 26 іграх.
З 2021 року залучається до складу молодіжної збірної Бельгії.
Влітку 2022 року дебютував в офіційних матчах у складі національної збірної Бельгії, а згодом був включений до її заявки на тогорічну світову першість.
| Дата       | Місто     | Господарі   | Результат | Гості      | Турнір                               | Голи | Примітки |
| ---------- | --------- | ----------- | --------- | ---------- | ------------------------------------ | ---- | -------- |
| 3-6-2022   | Брюссель  | Бельгія     | 1 – 4     | Нідерланди | Ліга націй УЄФА 2022-2023 - 1-й етап | -    | 46'      |
| 25-9-2022  | Амстердам | Нідерланди  | 1 – 0     | Бельгія    | Ліга націй УЄФА 2022-2023 - 1-й етап | -    | 74'      |
| 23-11-2022 | Ер-Раян   | Бельгія     | 1 – 0     | Канада     | ЧС 2022 - груповий етап              | -    | 46' 56'  |
| 27-11-2022 | Доха      | Бельгія     | 0 – 2     | Марокко    | ЧС 2022 - груповий етап              | -    | 28' 60'  |
| 24-3-2023  | Стокгольм | Швеція      | 0 – 3     | Бельгія    | Відбір до ЧЄ 2024                    | -    |          |
| 28-3-2023  | Кельн     | Німеччина   | 2 – 3     | Бельгія    | товариський матч                     | -    | 37'      |
| 9-9-2023   | Баку      | Азербайджан | 0 – 1     | Бельгія    | Відбір до ЧЄ 2024                    | -    |          |
| 12-9-2023  | Брюссель  | Бельгія     | 5 – 0     | Естонія    | Відбір до ЧЄ 2024                    | -    |          |
| 13-10-2023 | Відень    | Австрія     | 2 – 3     | Бельгія    | Відбір до ЧЄ 2024                    | -    | 35', 78' |
| Усього     |           | Матчів      | 9         |            | Голів                                | 0    |          |